# Nikołaj Tarasow (polityk)
Nikołaj Nikiforowicz Tarasow (ros. Никола́й Ники́форович Тара́сов, ur. 24 listopada?/7 grudnia 1911 we wsi Ionowo w guberni moskiewskiej, zm. 12 marca 2010 w Moskwie) – radziecki polityk, Bohater Pracy Socjalistycznej (1981).

## Życiorys
W 1935 ukończył Moskiewski Instytut Przemysłu Tekstylnego, później pracował jako inżynier w fabrykach przędzalniczych oriechowskiego trustu, od czerwca 1942 był członkiem WKP(b). W czerwcu 1942 powołany do Armii Czerwonej, skończył kursy „Wystrieł”, został oficerem i wykładowcą tych kursów, w 1944 zwolniony do rezerwy, wrócił do pracy w fabryce, w latach 1945–1948 był głównym inżynierem fabryki przędzalniczo-tkackiej. W latach 1948–1952 pracował w aparacie Ministerstwa Przemysłu Lekkiego ZSRR, 1952–1953 był wiceministrem przemysłu lekkiego ZSRR, w 1953 szef Głównego Zarządu Ministerstwa Przemysłu Lekkiego i Spożywczego, 1953–1955 kierownik wydziału Zarządu Spraw Rady Ministrów ZSRR. W 1955 wiceminister przemysłu towarów szerokiej konsumpcji ZSRR, w latach 1955–1957 zastępca przewodniczącego Państwowej Komisji Rady Ministrów ZSRR ds. Perspektywicznego Planowania Gospodarki Rolnej, 1957–1958 szef Wydziału Przemysłu Lekkiego, a 1959–1960 pomocnik szefa Gospłanu ZSRR. W latach 1958–1959 zastępca przewodniczącego Włodzimierskiego Sownarchozu, 1960–1962 zastępca przewodniczącego Sownarchozu RFSRR, 1962–1963 przewodniczący Państwowego Komitetu Rady Ministrów ZSRR ds. przemysłu lekkiego – minister ZSRR, 1963–1965 przewodniczący Państwowego Komitetu ds. Przemysłu Lekkiego przy Gospłanie ZSRR – minister ZSRR. Od października 1965 do lipca 1985 minister przemysłu lekkiego ZSRR, następnie na emeryturze. W latach 1976–1986 członek KC KPZR, 1966-1989 deputowany do Rady Najwyższej ZSRR od 7 do 11 kadencji. Honorowy obywatel miasta Oriechowo-Zujewo.

## Odznaczenia
- Medal Sierp i Młot Bohatera Pracy Socjalistycznej (4 grudnia 1981)
- Order Lenina (trzykrotnie)
- Order Wojny Ojczyźnianej I klasy (11 marca 1985)

I medale.